# P.A.R.C.E.
P.A.R.C.E. è il quinto album in studio del cantante colombiano Juanes. È stato pubblicato il 7 dicembre 2010 dalla Universal Music Latino. Il singolo Yerbatero è stato pubblicato su Internet il 10 giugno 2010. Sono seguiti Y Nor Regresas il 12 ottobre 2010 e Regalito l'11 gennaio 2011.

## Tracce

### Standard Edition
1. Amigos
2. Yerbatero
3. La Soledad
4. La Ràzon
5. Segovia
6. El Amor Lo Cura Todo
7. Todos Los Dias
8. Y No Regresas
9. Lo Nuestro
10. Esta Noche

### Deluxe Edition
1. Quimera
2. Regalito
3. Amigos
4. Yerbatero
5. La Soledad
6. La Ràzon
7. Segovia
8. El Amor Lo Cura Todo
9. Todos Los Dias
10. Y No Regresas
11. Lo Nuestro
12. Esta Noche

## Classifiche
| Classifica (2010) | Posizione massima |
| ----------------- | ----------------- |
| Messico           | 12                |
| Spagna            | 14                |